# Martin NBS-1
Il Martin NBS-1 fu un bombardiere monomotore biplano sviluppato dall'azienda aeronautica statunitense Glenn L. Martin Company nei primi anni venti e utilizzato dall'United States Army Air Service (in seguito trasformato nell'Air Corps), l'allora componente aerea dell'US Army, l'esercito degli Stati Uniti d'America.
Variante migliorata del Martin MB-1, un ricognitore-bombardiere costruito durante le fasi finali della prima guerra mondiale, l'NBS-1 fu ordinato con la denominazione MB-2 frequentemente usata nelle fonti. La sigla NBS-1, significa "Night Bomber-Short Range" (bombardiere notturno-corto raggio), fu messo in linea dall'Air Service dopo la consegna dei primi cinque esemplari.
L'NBS-1 divenne il bombardiere standard dell'Air Service negli anni venti fino alla sostituzione avvenuta nel 1928-1929 da parte della famiglia di bombardieri della Keystone Aircraft (B-3, B-4, B-5 e B-6). Il progetto del MB-2 fu la base su cui i bombardieri dell'U.S. Army furono valutati fino all'introduzione del Martin B-10 nel 1933.

## Storia del progetto
Il NBS-1 era un biplano con la struttura in legno ed il rivestimento in tela con i piani alari di uguale apertura e non scalati, dotato di un doppio timone di coda posto sul piano di profondità singolo. L'impianto propulsivo era basato su una coppia di motori Liberty L-12-A, dei 12 cilindri a V raffreddati a liquido, inseriti in altrettante gondole appoggiate all'estradosso dell'ala inferiore. Ordinato con la designazione di fabbrica MB-2 nel giugno 1920, l'NBS-1 era una variante ingrandita e migliorata del bombardiere Martin MB-1 costruito dalla Glenn L. Martin Company nel 1918, conosciuto anche come GMB o Glenn Martin Bomber. Il primo volo del MB-2 fu effettuato il 3 settembre 1920.

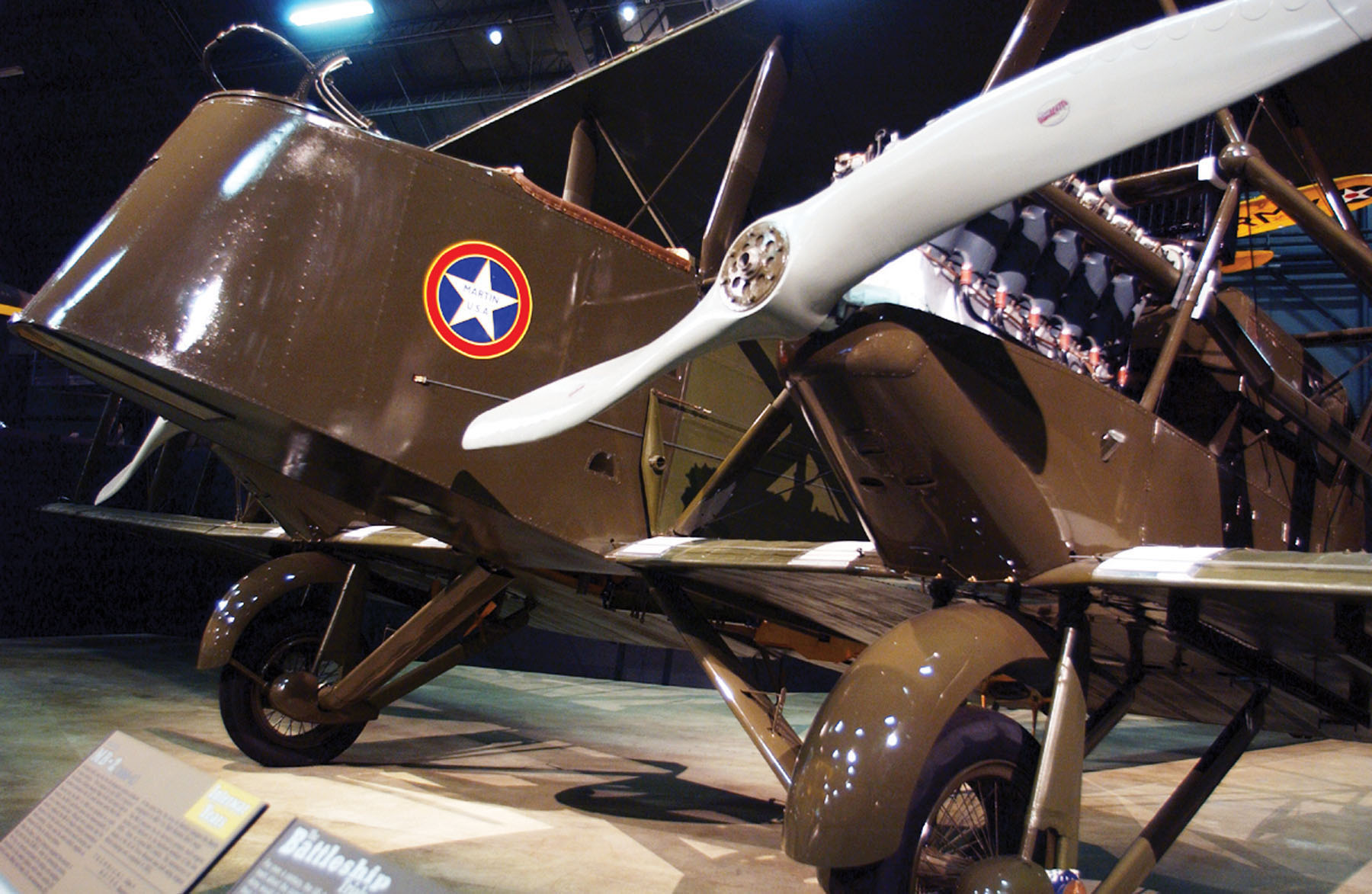
Riproduzione a scala naturale esposta presso il National Museum of the United States Air Force

Rispetto al suo predecessore era dotato di motori più potenti, ali e fusoliera più grandi e un carrello d'atterraggio semplificato, inoltre il NBS-1 era dotato di un sistema per il ripiegamento all'indietro delle estremità alari all'altezza delle gondole dei motori, per il ricovero in hangar di dimensioni ridotte. Al contrario del MB-1, che aveva le gondole motore sospese tra le due ali, le gondole del NBS-1 erano integrate a sbalzo sull'ala inferiore.
Il MB-2 era progettato come bombardiere notturno e, a parte un carico bellico maggiore, aveva prestazioni inferiori al suo predecessore, MB-1. I primi 20 (cinque MB-2 e 15 NBS-1) furono ordinati alla Martin Company, che chiese la costruzione di altre 50 unità per contenere i costi di produzione. Tuttavia i diritti del progetto erano di proprietà dell'U.S. Army ed i contratti per i successivi 110 esemplari furono assegnati per concorso ad altre ditte: Lowe Willard and Fowler Engineering Company di College Point, New York (35 esemplari ordinati), Curtiss Aircraft (50), e Aeromarine Plane and Motor Company di Keyport, New Jersey (25).
I motori degli ultimi 20 bombardieri Curtiss furono dotati di compressore volumetrico costruito dalla General Electric, il primo utilizzo su modelli di serie; nonostante permettesse al NBS-1 di raggiungere una quota di 7 650 m, i motori non erano ancora affidabili e non furono utilizzati operativamente.
L'armamento difensivo era costituito da cinque mitragliatrici Lewis calibro .30 in (7.62 mm), montate in coppia sul muso e sul retro della fusoliera e singole sparanti sotto e dietro la fusoliera.

## Impiego operativo
Il NBS-1 fu il bombardiere principalmente utilizzato dal generale Billy Mitchell durante il Project B, la dimostrazione della possibilità, da parte degli aerei, di affondare una nave da battaglia nel 1921. Sei bombardieri NBS-1, condotti dal Capitano Walter Lawson del 96th Squadron di stanza a Langley Field, bombardarono ed affondarono la nave da battaglia tedesca SMS Ostfriesland il 21 luglio 1921, utilizzando bombe da 2 000 lb (907 kg) costruite appositamente e agganciate all'esterno della fusoliera.

## Utilizzatori

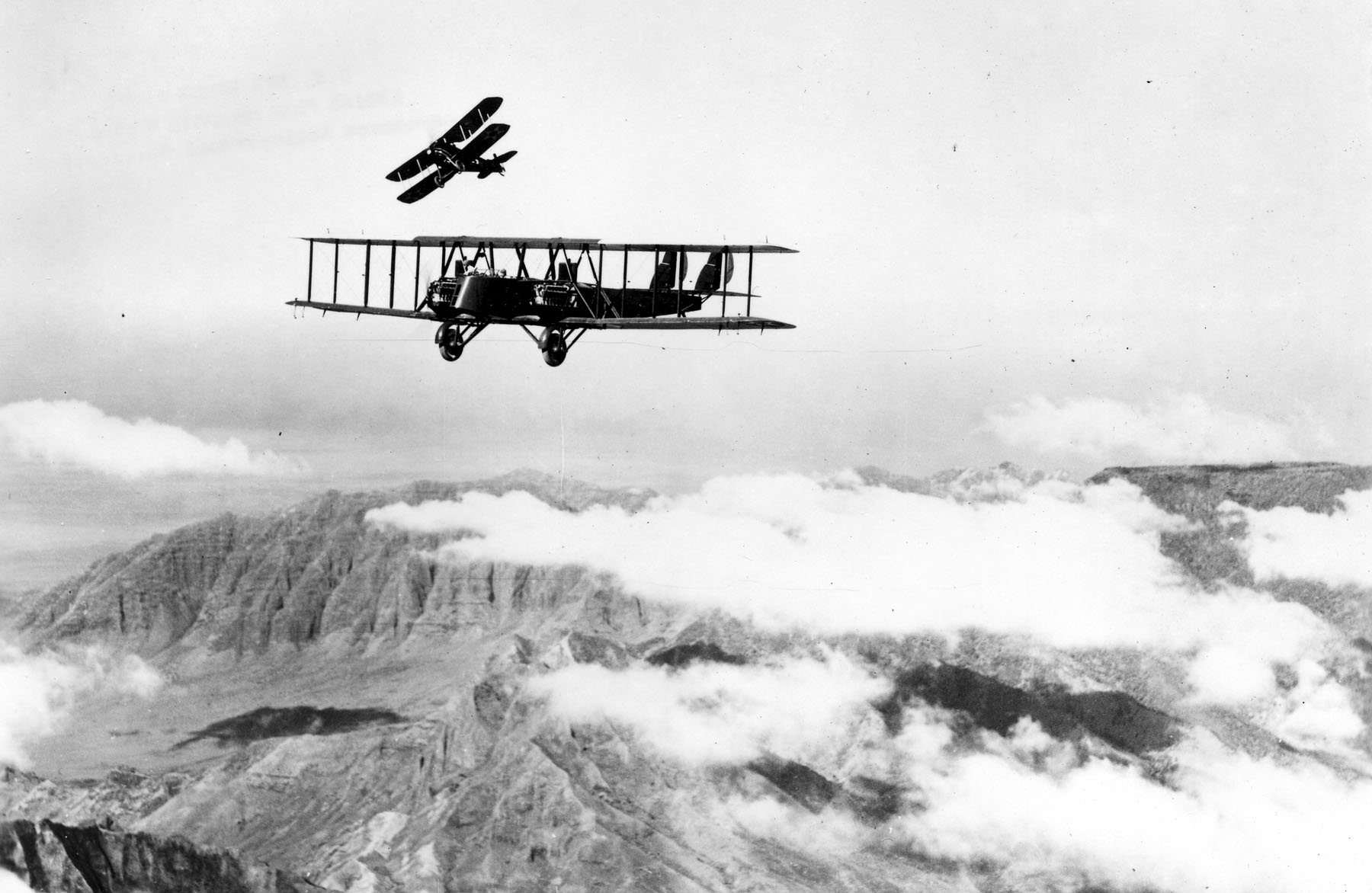
Martin MB-2 in in volo

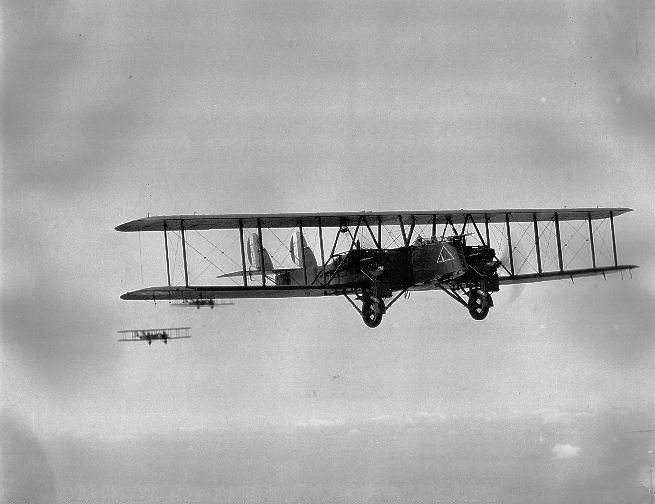
Tre NBS-1 del 2nd Bomb Group

- United States Army, Air Service e Air Corps
  - 1st Day Bombardment Group, Kelly Field, Texas (2nd Bombardment Group, Langley Field, Virginia)
    - 11th Bomb Squadron -  MB-2 1920-1927
    - 20th Bomb Squadron -  NBS-1 1920-1929
    - 49th Bomb Squadron -  NBS-1 1920-1929
    - 96th Bomb Squadron -  NBS-1 1920-1928

  - 4th Composite Group, Nichols Field, Luzon, Philippines
    - 28th Bomb Squadron - operated NBS-1 1924-1929

  - 5th Composite Group, Luke Field, Territory of Hawaii
    - 23d Bomb Squadron - operated NBS-1 1922-1929
    - 72d Bomb Squadron - operated NBS-1 1923-1929

  - 6th Composite Group, Albrook Field, Panama Canal Zone
    - 25th Bomb Squadron - operated NBS-1 1922-1929

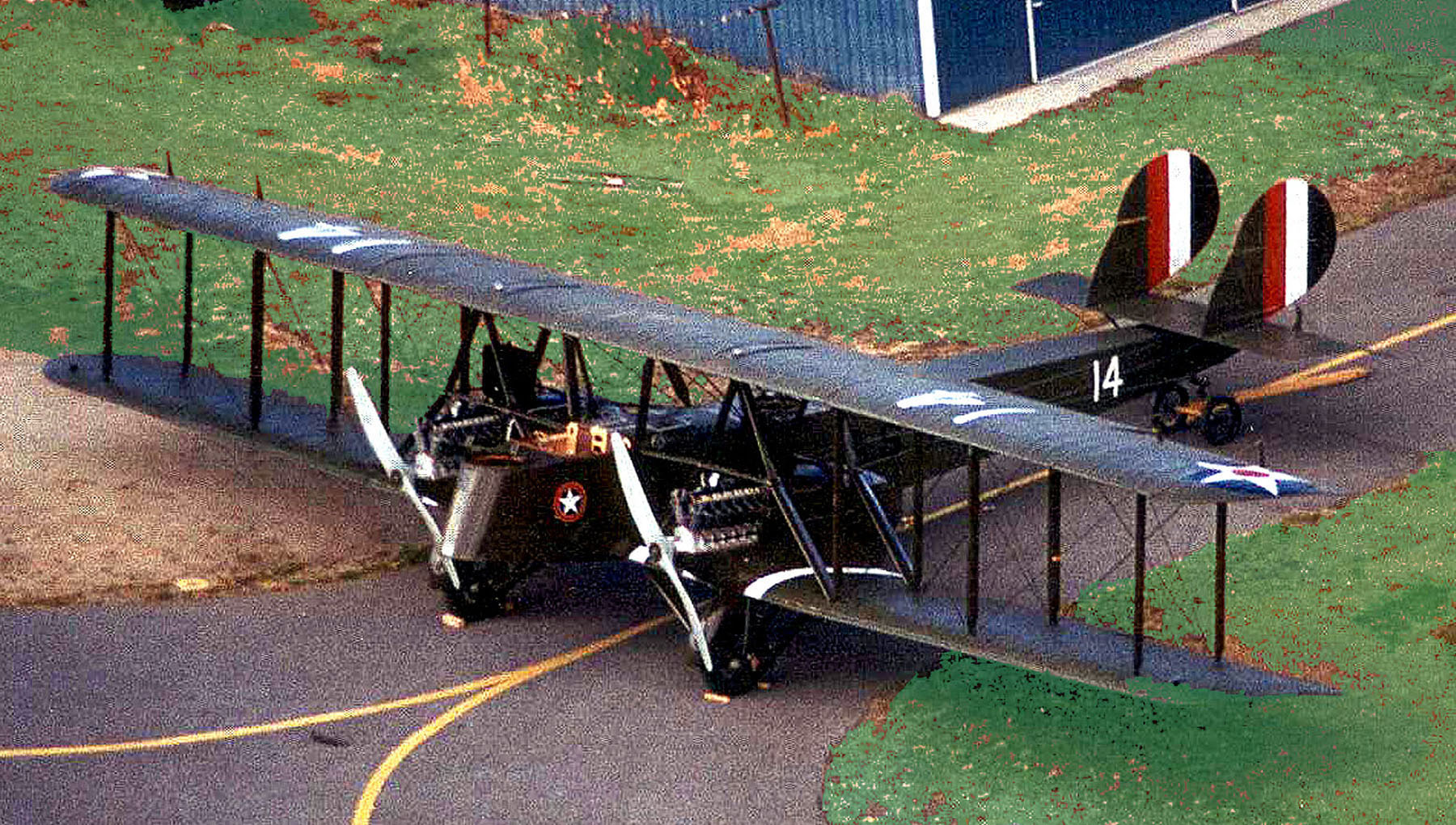
Riproduzione del Martin MB-2